# Nico Gerzee
Nicolaas (Nico) Gerzee (Enschede, 26 januari 1935 – aldaar, 11 maart 2024) was een Nederlands politicus van de VVD.

## Loopbaan
Hij was zoon van handelsreiziger Hendrikus Johannes Gerzee en Grada Detiger. Hij was getrouwd met Tineke Huizing (1943-2020).
Hij is in Rotterdam afgestudeerd in de economie (1958) en was tot 1995 directeur bij Frankenhuis Beheer B.V. Daarnaast was Gerzee vanaf april 1991 lid van Provinciale Staten van Overijssel. Van juni 1995 tot april 1999 was hij lid van het college van Gedeputeerde Staten van Overijssel. Een maand later volgde zijn benoeming tot waarnemend burgemeester van Haaksbergen wat hij ruim een half jaar zou blijven. Vanaf 1 december 1999 werd hij benoemd tot waarnemend burgemeester van Holten tot 1 januari 2001 toen Holten opging in de nieuwe gemeente Rijssen-Holten.In juli 2002 werd Gerzee waarnemend burgemeester van Borculo welke gemeente op 1 januari 2005 opging in de nieuwe gemeente Berkelland. Gerzee overleed in 2024 op 89-jarige leeftijd.